# Université de médecine et pharmacie Carol-Davila
L'université de médecine et pharmacie Carol-Davila est une université de Bucarest, en Roumanie, fondée en 1869 et nommée en l'honneur du médecin Charles d'Avila.

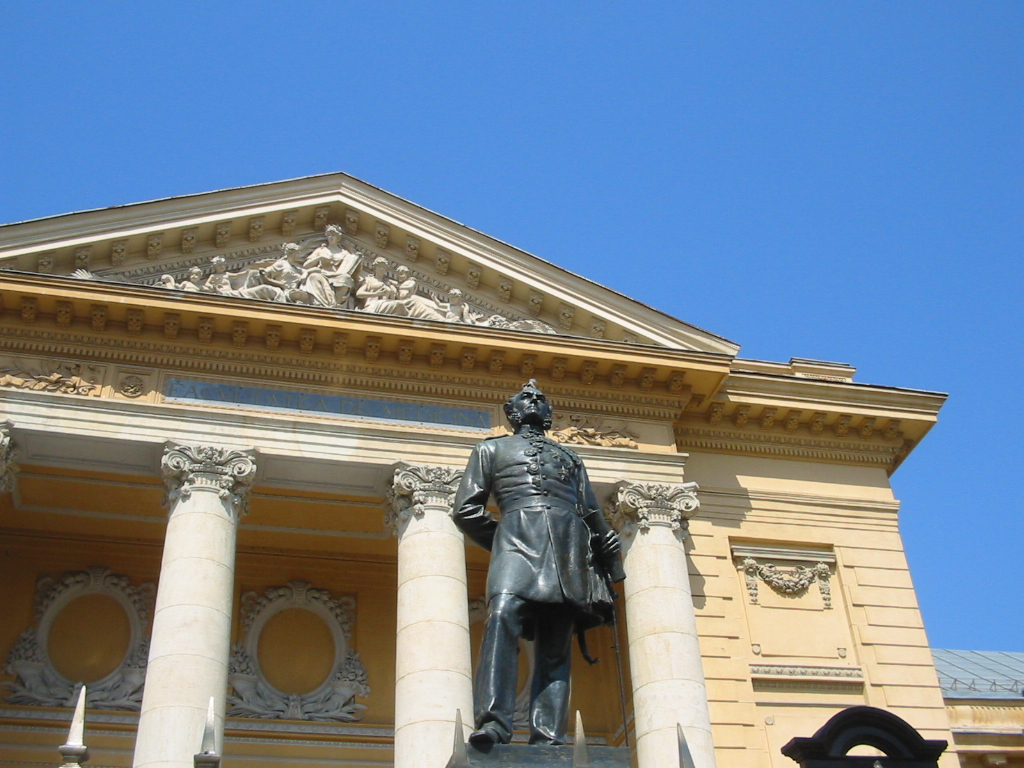